# Wärmekataster
Ein Wärmekataster ist ein kartografisches Verzeichnis von Wärmequellen und Wärmesenken, also die Verortung der Erzeugung und Verwendung bzw. Bedarf von Wärme. Dazu wird meist ein Geoinformationssystem verwendet. Als Mittler zwischen Wärmequellen und Wärmesenken werden Wärmenetze und Wärmespeicher verzeichnet.
Da Wärme nicht effizient über große Distanzen transportiert werden kann, sind Wärmekataster ein wichtiges Instrument bei der räumlichen Planung der Wärmeversorgung.
Unterschieden wird zum einen nach zeitlicher Dimension (historisch, aktuell, zukünftig). Mögliche zukünftige Wärmequellen werden oft als Potenziale bezeichnet.

## Beispiele für Kategorien in Wärmekatastern
Wärmequellen
- nach Energieträger
  - Erneuerbare Energien
    - Solarthermie
    - Geothermie
    - Biomasse / Biogas

  - fossile Energien
    - Kohleverbrennung
    - Erdgasverbrennung
- nach Anfall
  - Primärenergie (Primärwärme)
  - Abwärme (Sekundärwärme)

### Wärmesenken
- nach Abnehmer
  - Wohngebäude
  - Nichtwohngebäude
    - Öffentliches Gebäude
    - Industrie und Gewerbe
- nach Verwendung
  - Raumwärme
  - Warmwasserbereitung
  - Prozesswärme